# Guillaume de Roussillon (évêque)
Guillaume de Roussillon (parfois Rossillon), mort vers 1331, est un évêque de Valence de la toute fin du XIIIe siècle et du début du siècle suivant, issu de la famille dauphinoise de Roussillon.

## Biographie

### Origines
La date de naissance d'Amédée de Roussillon n'est pas connue. Il est mentionné pour la première fois aux côtés de son frère en 1316. Il appartient à la famille dauphinoise de Roussillon
Il est le fils d'Artaud [V] (1277-1316), seigneur de Roussillon et d'Annonay, fils de Guillaume de Roussillon, et d'Alix de Poitiers, fille d'Aymar de Poitiers,.
Il est issu d'une fratrie de huit enfants, dont Aymar, qui succède à leur père, Jean qui devient abbé de Saint-Claude (1326-1348),.
Il est le neveu de l'archevêque de Lyon, Aymar de Roussillon, et de l'évêque de Valence, Amédée de Roussillon.
Il hérite de son père de la châtellenie et du château d'Ay.

### Carrière ecclésiastique
Destiné à une carrière ecclésiastique, il est reçu chanoine de Lyon, en 1296,. Il est ensuite abbé augustin de Saint-Félix de Valence.
Il est élu évêque de Valence et de Die, vers 1297.
Dans un contexte de tensions avec Aymar IV de Poitiers, comte de Valentinois et de Diois, il confirme une paix, relative, en 1298. Mais elle est de courte durée, puisque celles-ci reprennent et l'évêque fait prendre la ville de Saillans, en 1299. Une réconciliation entre l'évêque et le comte se tient en 1300.
Il meurt en 1331 (l'historien Vachez donne par erreur 1371).